# Pierre Tchernia
Pierre Tchernia (29 de enero de 1928 – 8 de octubre de 2016) fue un director, presentador y actor televisivo y cinematográfico de nacionalidad francesa.
Apodado « Monsieur Cinéma » (en referencia al Monsieur Cinéma que él presentaba) o « Pierre “Magic” Tchernia », por Arthur, en el programa Les Enfants de la télé, fue uno de los pioneros de la televisión francesa.

## Biografía

### Familia e infancia
Su verdadero nombre era Pierre Tcherniakowski, y nació en París, Francia, siendo su padre Isaac Tcherniakowski, un ingeniero de calefacción de origen judío asquenazi nacido en 1874 en Odessa (Imperio ruso), que emigró en 1898 para huir de la miseria. Su madre, Aimée Dufour, era una costurera. Pierre Tchernia era el hermano menor del oceanógrafo del Museo del Hombre Paul Tchernia (1905-1986).
Alumno del Liceo Pasteur de Neuilly-sur-Seine, Pierre descubrió el cine cuando frecuentaba la sala de proyección del Magic Ciné de Levallois-Perret, donde se instaló la familia.

### Formación
Al terminar sus estudios obligatorios, ingresó en la École Louis-Lumière (ENPC), más adelante integrada en el Institut des hautes études cinématographiques (IDHEC). En este establecimiento hizo amistad con Yves Robert, Jean-Marc Thibault y Jean Richard. Graduado en 1948, encontró su primer trabajo como director en una gira teatral por Alemania. 

### Carrera

#### Televisión

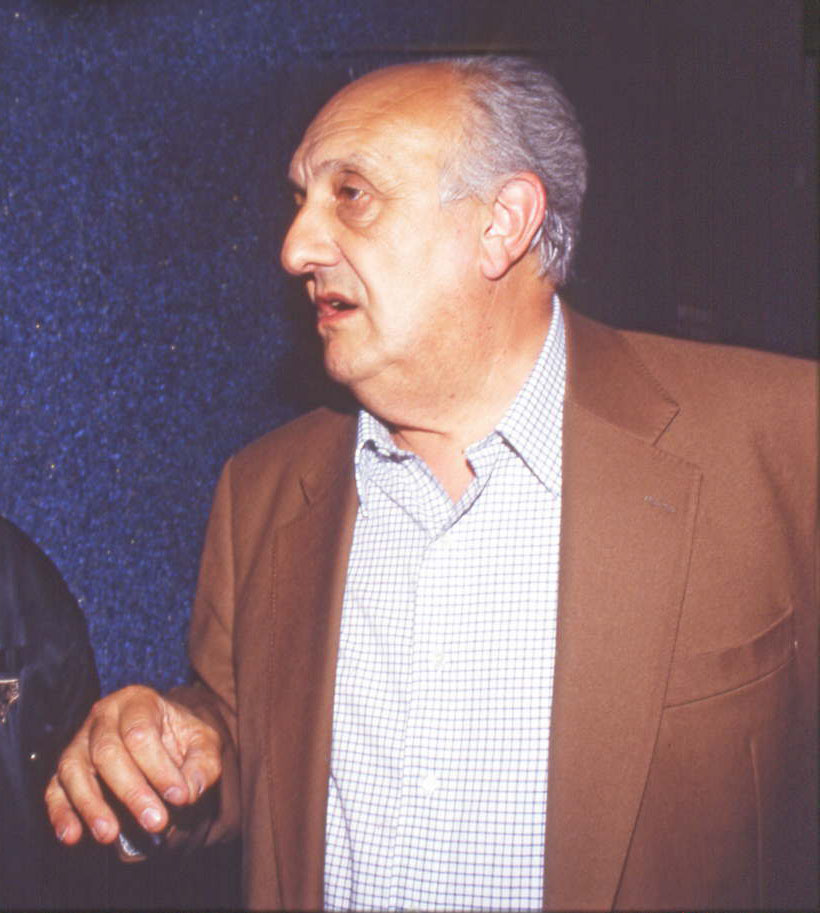
Pierre Tchernia en 1993

Colaborador del Club de ensayo de la radiodifusión francesa, Pierre Tchernia conoció a Pierre Dumayet y participó en la creación del primer programa de noticias francés en 1949. También presentó el programa Les Amoureux de la tour Eiffel en 1951, y creó una serie de shows como Monsieur Muguet s'évade, La Boîte à sel (1955-1960) y La Clé des champs (1958-1959). Produjo y presentó, a partir de 1961 y durante 17 años, L'Ami public numéro un, programa a base de extractos de producciones de Walt Disney Pictures emitido en la Première chaîne de la RTF. Además, en 1964 creó para la Deuxième chaîne de l'ORTF SVP Disney, show que permaneció 14 años en antena.
También fue uno de los presentadores del programa de información de ORTF Cinq colonnes à la une, a partir de 1965, producido por los periodistas Pierre Lazareff, Pierre Desgraupes, Pierre Dumayet y Igor Barrère. El programa, creado en enero de 1959, finalizó el 3 de mayo de 1968.
En 1966 consiguió la Rosa Dorada y el Premio del jurado de la prensa en el Festival de la Rose d'Or en Montreux por  L’Arroseur arrosé, un documental humorístico en homenaje a los Hermanos Lumière, escrito en colaboración con René Goscinny y Jean Marsan. 
Tchernia comentó en directo para la televisión francesa el Festival de la Canción de Eurovisión en doce ocasiones entre 1958 y 1974 : en 1958, 1960, 1962 y 1963 para la RTF ; después para la ORTF en 1965, desde 1967 a 1970, 1972 y 1973. El 6 de abril de 1974, Francia no participó en el Festival de Eurovisión a causa del fallecimiento del Presidente de Francia Georges Pompidou ; el concurso se emitió por la ORTF una semana después con los comenatrios de Tchernia en diferido.
A partir de noviembre de 1966 presentó Septième art, septième case, el primer concurso televisivo dedicado al cine, y después, desde 1967 a 1980, también presentó Monsieur Cinéma.
Entre 1976 y 1995, fue numerosas veces maestro de ceremonias de los Premios César retransmitidos por Antenne 2, France 2 y Canal+. Presentó en solitario las ediciones de 1976, 1977, 1978, 1981, 1985 y 1989, siendo acompañado en 1979 y 1995 por Jean-Claude Brialy, por Peter Ustinov en 1980, por Jacques Martin en 1982, y por Michel Drucker en 1987.
Junto a Jacques Rouland presentó Jeudi Cinéma desde 1980 a 1981, show que pasó a ser Mardi Cinéma entre 1982 y 1987, y Bonjour la télé a partir de 1988, con Frédéric Mitterrand. En las emisiones de Mardi Cinéma, Tchernia (Monsieur Cinéma) recibió a grandes nombres del cine francés e internacional: Jeanne Moreau, Gérard Depardieu, Anna Karina, Jacques Perrin, Jean Marais, Claude Jade, Stéphane Audran, Peter Ustinov, Annie Girardot, Robert Hossein, Jean-Pierre Cassel, Isabelle Adjani, Philippe Noiret, Marie-José Nat y Michel Piccoli, entre otros. Monsieur Cinéma obtuvo en 1986 el premio 7 d'or.
El 17 de diciembre de 1990, Pierre Tchernia recibió el Premio 7 d'Or de honor en la Sexta Noche de los 7 d'Or retransmitida en directo por Antenne 2 desde el Lido de París.
En colaboración con Arthur presentó el programa Les Enfants de la télé desde su creación, el 17 de septiembre de 1994 en France 2 (transferido a TF1 en 1996). Trabajó en el show hasta junio de 2006, aunque hizo una excepción actuando en noviembre de 2007.
Tchernia actuó por última vez en televisión el 18 de mayo de 2008, participando como invitado en el programa de France 2 Vivement dimanche, presentado por Michel Drucker.

#### Cine
En 1961, Pierre Tchernia escribió con Robert Dhéry y Alfred Adam el guion de La Belle Américaine, film interpretado por el grupo de actores los Branquignols, formando parte del mismo los intérpretes Louis de Funès y Jean Carmet. El film fue un éxito, e inició una colaboración con Robert Dhéry.
Con su amigo el guionista René Goscinny, en 1972 escribió la historia de su primer largometraje, Le Viager, con Michel Serrault en el papel principal, acompañado por actores como Michel Galabru, Odette Laure, Rosy Varte, Jean-Pierre Darras, Claude Brasseur, Yves Robert, Jean Carmet, Jean Richard y Gérard Depardieu. El film fue tal éxito que Tchernia rodó, en 1974, Les Gaspards, también con Serrault, Galabru, Depardieu y Carmet, sumándose al elenco Philippe Noiret, Annie Cordy y Chantal Goya. Pierre Tchernia eligió como actor principal a Michel Serrault para casi todos sus largometrajes y telefilmes.
Pierre Tchernia hizo algunas actuaciones en películas de sus amigos (La Guerre des boutons, de Yves Robert; La Belle Américaine, Le Petit Baigneur), y también an las suyas (Le Viager y La Gueule de l'autre). También trabajó como narrador en algunas cintas, como por ejemplo Astérix y Obélix: Misión Cleopatra.

#### Dibujos animados
Pierre Tchernia trabajó en la adaptación a la pantalla de numerosos álbumes de Astérix el Galo, prestando su voz para varias de las cintas de la serie. En Astérix y Obélix: Misión Cleopatra hizo el papel de un centurión romano y fue el narrador. También colaboró con Goscinny y Morris en la dirección y el guion del largometraje Lucky Luke (1971).
Su larga colaboración con los estudios Disney le llevó a grabar en el sello Le Petit Ménestrel la narración de varias historias de filmes de Walt Disney Pictures, entre ellos El libro de la selva. En 1979, Pierre Tchernia, en nombre de Walt Disney Company, concedió un Premio Mickey honorífico al dibujante Hergé por el conjunto de su obra (la distinción no se había otorgado después de 1967).

### Vida privada
A partir de 1963, Pierre Tchernia y su esposa, Françoise Pépin, fueron propietarios de una casa de campo en Kercanic, cerca de Névez. El matrimonio tuvo cuatro hijos.
En sus últimos años vivió en una residencia en la región parisina.
Pierre Tchernia falleció el 8 de octubre de 2016 en París. Fue enterrado en el cementerio de la población de Névez en Bretaña junto a su esposa, la cual había fallecido en 1997.

### Distinciones
Nombrado caballero de la orden de la Legión de Honor a partir del 31 de diciembre de 1992. Fue promovido a oficial de la Orden el 31 de diciembre de 2001, y a comendador  el 14 de julio de 2011.
El 29 de enero de 2008 recibió la Medalla de la Villa de París.

## Filmografía

### Cine

#### Actor
- 1953 : Les Quatre Mousquetaires, de Gilles Margaritis
- 1959 : L'Anglais tel qu'on le parle, de Marcel Cravenne[14]
- 1960 : La Brune que voilà
- 1961 : La Belle Américaine
- 1962 : La Guerre des boutons
- 1962 : Un cheval pour deux
- 1963 : Carambolages
- 1964 : Allez France !
- 1965 : Pleins feux sur Stanislas
- 1968 : Le Petit Baigneur
- 1971 : Le Viager
- 1973 : La Gueule de l'emploi
- 1976 : Las doce pruebas de Astérix
- 1979 : La Gueule de l'autre
- 1980 : Signé Furax
- 1985 : Les Rois du gag
- 1988 : L'Enfance de l'art
- 2002 : Astérix y Obélix: Misión Cleopatra
- 2008 : Astérix en los Juegos Olímpicos

#### Guionista
- 1961 : La Belle Américaine, de Robert Dhéry
- 1963 : Carambolages, de Marcel Bluwal
- 1964 : Allez France!, de Robert Dhéry
- 1968 : Le Petit Baigneur, de Robert Dhéry
- 1969 : Trois hommes sur un cheval, de Marcel Moussy

También participó en la adaptación de dibujos animados de René Goscinny :
- 1968 : Astérix y Cleopatra
- 1971 : Daisy Town
- 1976 : Las doce pruebas de Astérix
- 1978 : La Ballade des Dalton
- 1985 : Astérix y la sorpresa del César
- 1986 : Astérix en Bretaña
- 1994 : Astérix en América

#### Director
- 1971 : Le Viager
- 1974 : Les Gaspards
- 1979 : La Gueule de l'autre
- 1988 : Bonjour l'angoisse

### Televisión

#### Presentador
- 1951-??? : Les Amoureux de la tour Eiffel (RTF)
- 1955-1960 : La Boîte à sel (RTF) – también creador
- Monsieur Muguet s'évade (RTF) – también creador
- 1958-1959 : La Clé des champs (RTF) – también creador
- 1958-1974 : Festival de la Canción de Eurovisión (RTF y ORTF)
- 1959-1961 : Discorama (RTF)
- 1961-1978 : L'Ami public numéro un (RTF, ORTF, TF1) – también creador
- 1963 : La Revue des feuilletons – también creador
- 1964-1978 : SVP Disney (ORTF y Antenne 2) – también creador
- 1965-1966 : Cinq colonnes à la une (ORTF)
- 1966-1967 : Septième art, septième case (ORTF) – también creador
- 1967-1972 / 1975-1980 : Monsieur Cinéma (ORTF y Antenne 2) – también creador
- 1969 : Le Francophonissime (temporada 1)
- 1976-1995 : Ceremonia de los Premios César (Antenne 2, France 2, Canal+)
- 1980-1981 : Jeudi Cinéma (Antenne 2) – también creador
- 1982-1987 : Mardi Cinéma (Antenne 2) – también creador
- 1988-1989 : Bonjour la télé (Antenne 2)
- 1993 : Notre télévision (France 2)
- 1994-2006 : Les Enfants de la télé (TF1) : Presentador junto a Arthur

#### Actor
- 1961 : On purge bébé, de Georges Feydeau
- 1992 : Maguy, episodio Maguy, Georges, Pierre et les autres

#### Director
- 1963 : Gatemeau et Rondin, ou l'Art et la Manière de faire des feuilletons à la télévision[15] y L'Interview de l'homme invisible[16] en la serie La Revue des feuilletons
- 1965 : L'Arroseur arrosé[17]
- 1967 : Deux Romains en Gaule[18][19]
- 1972 : Aujourd'hui à Paris
- 1982 : Le Voyageur imprudent
- 1992 : Un beau petit milliard
- 1992 : Le Secret du petit milliard – también guionista
- 1997 : Jean Carmet, la liberté d'abord (documental)

Pierre Tchernia también realizó cinco adaptaciones de novelas de Marcel Aymé :
- 1977 : Le Passe-muraille  - también guionista
- 1978 : La Grâce[20] - también guionista
- 1984 : Lucienne et le Boucher
- 1990 : Héloïse  - también guionista
- 1991 : L'Huissier

## Teatro

### Actor
- 1948 : La Tour Eiffel qui tue, de Guillaume Hanoteau, escenografía de Michel de Ré, Théâtre du Vieux-Colombier

### Autor
- 1984 : La Mélodie des strapontins, letra de Jacques Mareuil, música  de Gérard Calvi, escenografía de Jean-Luc Tardieu, Théâtre Graslin, Opéra de Rennes, Caen, Orléans, Tours, Angers.